# Арково-Берег
Арково-Берег — село в Александровск-Сахалинском районе Сахалинской области России.

## География
Село находится на берегу Татарского пролива, при впадении реки Арково, на автодороге Арково — Арково Берег, на расстоянии 8 км от города Александровск-Сахалинский, административного центра района.

## История
Основано в 1885 году. Первоначально носило название Арково II.

## Население
| 2002 | 2010 | 2013 | 2021 |
| ---- | ---- | ---- | ---- |
| 38   | →38  | ↗120 | ↘13  |

### Половой состав
Согласно результатам переписи 2002 года, в селе проживало 38 человек (17 мужчин и 21 женщина).

### Национальный состав
Согласно результатам переписи 2002 года, в национальной структуре населения русские составляли 84 % из 38 чел.

## Улицы
В селе имеется одна улица — Школьная.

## Инфраструктура
В селе функционирует школа.